# Grivac (Słowenia)
Grivac – wieś w Słowenii, w gminie Kostel. W 2018 roku liczyła 25 mieszkańców.